# Piazza Acquaverde
Piazza Acquaverde (in genovese Ciàssa Ægoavèrde, IPA: /'t͡ʃassa ˌɛ:gwa'vɛrde/) è una piazza di Genova situata di fronte alla stazione ferroviaria di Genova Principe. Delimita a ovest il centro storico di Genova e si trova nelle vicinanze della Villa del Principe.

## Descrizione

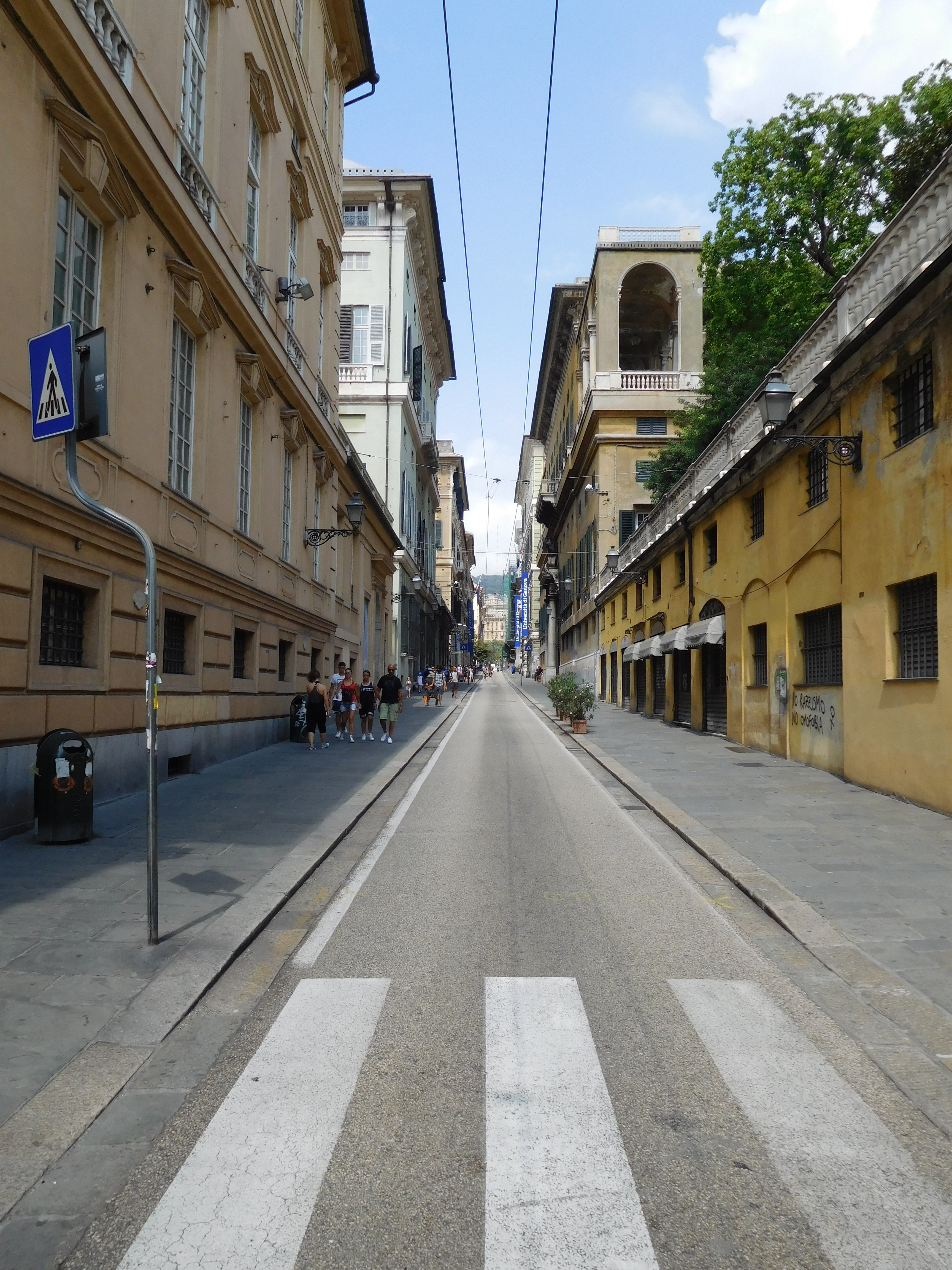
Scorcio di Via Balbi

Piazza Acquaverde è un punto di snodo viario che collega i quartieri collinari di Lagaccio e Oregina e il nucleo storico di Genova; più precisamente, una delle strade che rientrano nel sito incluso nel Patrimonio dell'umanità UNESCO delle Strade Nuove e del sistema dei Palazzi dei Rolli trova sbocco diretto sulla piazza, ovvero via Balbi. 
La piazza ospita la stazione di Genova Principe, una delle principali stazioni ferroviarie assieme a quella di Genova Brignole.

## Storia

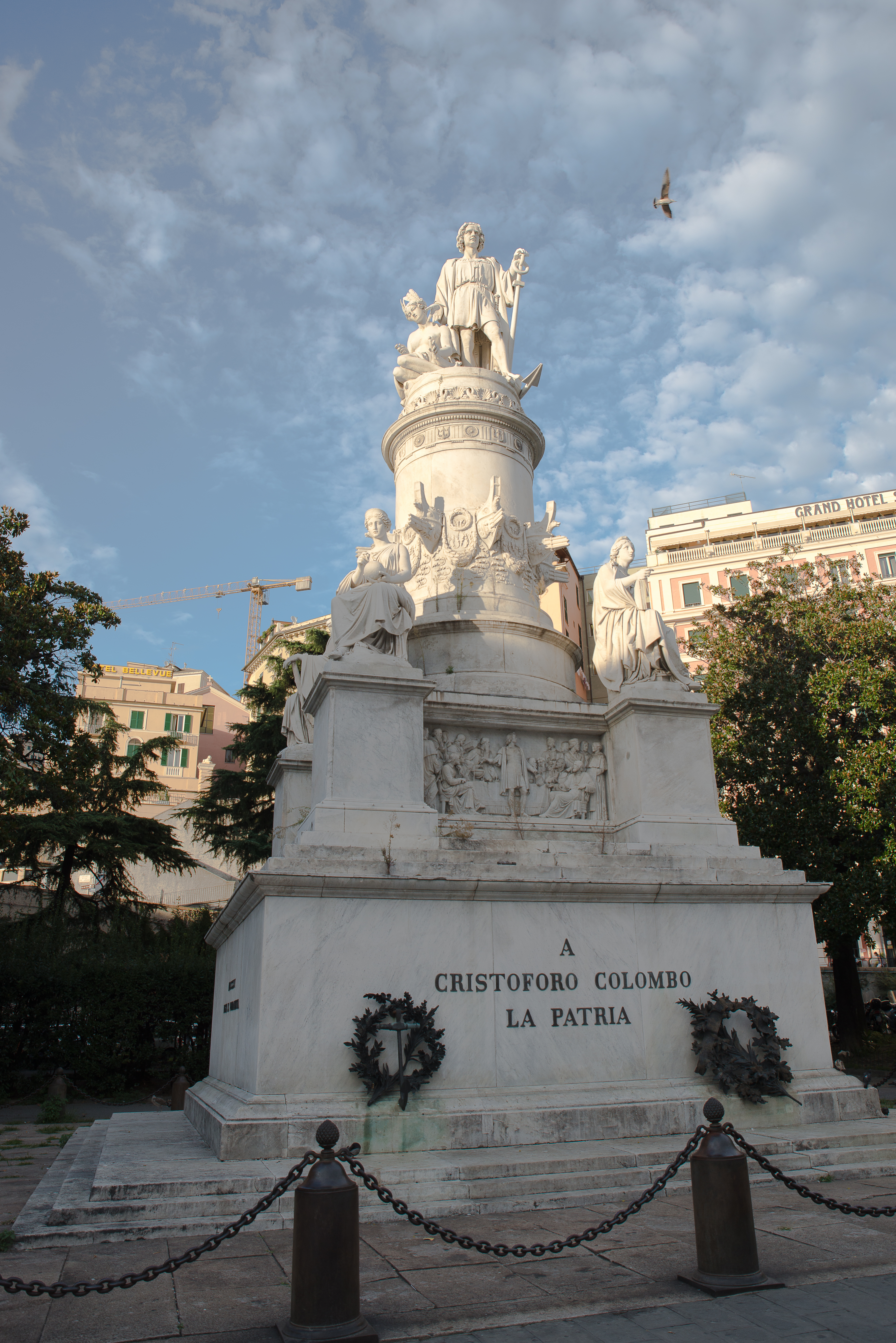
Monumento dedicato a Cristoforo Colombo

Sotto l'attuale piazza scorre il rio Sant'Ugo che in quel punto creava uno stagno dal colore verde acqua, reso tale dalla presenza di numerose alghe che ne ricoprivano la superficie. Perciò, il toponimo "Acquaverde" sembrerebbe essere legato a questa peculiarità.
Fino a metà Settecento, la piazza non esisteva: difatti, vi si trovavano ancora i monasteri di S. Paolo e di S. Spirito e la porta di S. Tommaso, che faceva parte della cinta muraria carolingia costruita tra il 1346 e il 1358. Con la costruzione della stazione ferroviaria, gli edifici citati sono stati demoliti per dare alla piazza il suo aspetto odierno. 
Nel 1862, venne inaugurato il monumento a Cristoforo Colombo, e verso la fine dell'Ottocento fu completato l'assetto della piazza. A inizio XX secolo, piazza Acquaverde era costellata di alberghi di lusso che accoglievano i viaggiatori appena arrivati a Genova.